# Dunajske
Dunajske (ukrainisch Дунайське; russisch Дунайское Dunaiskoje) ist ein Dorf im Budschak im äußersten Südwesten der Ukraine mit etwa 330 Einwohnern (2006).
Das 1947 gegründete Dorf ist die südlichst gelegene Ortschaft der Festlandukraine und liegt am Nordufer des Kilijaarm, dem nördlichsten Mündungsarm der Donau, die hier die Grenze zwischen der Ukraine und Rumänien bildet.
Das Dorf befindet sich im Rajon Ismajil in der Oblast Odessa und gehört administrativ zur Landratsgemeinde des nördlich gelegenen Dorfes Stara Nekrassiwka (ukrainisch Стара Некрасівка). Die Stadt Ismajil liegt 12 km nordwestlich des Dorfes.
Am 12. Juni 2020 wurde das Dorf ein Teil der Landgemeinde Safjany; bis dahin war es ein Teil der Landratsgemeinde Stara Nekrassiwka im Süden des Rajons Ismajil.